# Campionati del mondo di ciclismo su strada 2019 - Gara in linea femminile Junior
La gara in linea femminile Junior dei Campionati del mondo di ciclismo su strada 2019 si svolse il 27 settembre 2019 con partenza da Doncaster e arrivo ad Harrogate, in Regno Unito, su un percorso totale di 86,0 km. La statunitense Megan Jastrab vinse la gara con il tempo di 2h08'00" alla media di 40,312 km/h, argento alla belga Julie De Wilde e a completare il podio l'olandese Lieke Nooijen.
Presenti alla partenza 95 cicliste, delle quali 91 arrivarono al traguardo.

## Squadre partecipanti
| N.    | Cod. | Squadra       |
| ----- | ---- | ------------- |
| 1-5   | NED  | Paesi Bassi   |
| 6-10  | GBR  | Gran Bretagna |
| 11-12 | SWE  | Svezia        |
| 13-17 | USA  | Stati Uniti   |
| 18-22 | FRA  | Francia       |
| 23-26 | BEL  | Belgio        |
| 27    | LTU  | Lituania      |
| 28-31 | ITA  | Italia        |
| 32-35 | POL  | Polonia       |
| 36-39 | NOR  | Norvegia      |
| 40-41 | NZL  | Nuova Zelanda |
| 42-45 | RUS  | Russia        |
| 46-48 | MEX  | Messico       |
| 49-51 | DEN  | Danimarca     |
| 52-54 | KAZ  | Kazakistan    |
| 55-56 | COL  | Colombia      |
| 57-60 | ESP  | Spagna        |

| N.    | Cod. | Squadra     |
| ----- | ---- | ----------- |
| 61    | JPN  | Giappone    |
| 62-65 | CAN  | Canada      |
| 66-69 | GER  | Germania    |
| 70-72 | SVK  | Slovacchia  |
| 73-76 | SUI  | Svizzera    |
| 77    | LAT  | Lettonia    |
| 78    | CHI  | Cile        |
| 79-82 | SLO  | Slovenia    |
| 83-84 | RSA  | Sud Africa  |
| 85    | PRT  | Portogallo  |
| 86-88 | IRL  | Irlanda     |
| 89-90 | CZE  | Cechia      |
| 91-92 | HUN  | Ungheria    |
| 93    | BRA  | Brasile     |
| 94    | UKR  | Ucraina     |
| 95    | LUX  | Lussemburgo |

## Classifica (Top 10)
| Pos. | Corridore            | Squadra     | Tempo    |
| ---- | -------------------- | ----------- | -------- |
| 1    | Megan Jastrab        | Stati Uniti | 2h08'00" |
| 2    | Julie De Wilde       | Belgio      | s.t.     |
| 3    | Lieke Nooijen        | Paesi Bassi | s.t.     |
| 4    | Aigul Gareeva        | Russia      | s.t.     |
| 5    | Elynor Bäckstedt     | G. Bretagna | s.t.     |
| 6    | Noemi Rüegg          | Svizzera    | a 3"     |
| 7    | Kata Blanka Vas      | Ungheria    | s.t.     |
| 8    | Léa Curinier         | Francia     | a 5"     |
| 9    | Silje Mathisen       | Norvegia    | s.t.     |
| 10   | Magdeleine Vallieres | Canada      | a 7"     |